# Vanadinita
La vanadinita es un mineral de la clase 8 (vanadatos), según la clasificación de Strunz, de fórmula química Pb5Cl(VO4)3.
El primero que lo descubrió en 1830 en Zimapán (Nueva España) fue el profesor Andrés Manuel del Río, profesor de la Escuela de Minas de México. Su nombre se debe a su alto contenido en el elemento vanadio, aunque en algunos sitios recibe el sinónimo de "plomo pardo".

## Formación y yacimientos
La vanadinita es una mena secundaria del clorovanadato.
Casi siempre se le encuentra en la zona de oxidación de yacimientos de plomo que se encuentran en climas áridos, siendo el resultado de la alteración de sulfuros y silicatos vanádicos situados en la ganga y en la roca encajante del yacimiento.

## Minerales asociados
Suele encontrarse asociada a: mimetita, piromorfita, limonita, cerusita o anglesita.